# Syd Bishop
Sydney Macdonald Bishop (né le 10 février 1900 à Stepney, Londres - mort en janvier 1949) est un joueur de football qui évolue au poste de milieu de terrain droit au cours de sa carrière mais il joue aussi comme attaquant. 

## Biographie
Bishop commence sa carrière de footballeur avec London Schools, puis joue pour l'équipe de football de l'Air Force durant la première Guerre mondiale. Syd continue sa carrière ensuite à Crystal Palace avant de rejoindre Ilford.
Bishop est transféré à West Ham United en 1920 et fait partie de l'équipe de West Ham team qui est promu en première division et est titulaire lors de la finale de la Coupe d'Angleterre de football de 1923 lors de la saison 1922-1923.
Il joue pour le club jusqu'en 1926, réalise 172 matchs et marque 10 buts. Les supporters de West Ham lui donne le surnom affectif de Sticks. 
Bishop va alors jouer pour le club de Leicester City où il obtient la reconnaissance internationale avec l'Angleterre, obtenant quatre sélections, la première d'entre elles contre l'Écosse le 2 avril 1927. Il marque son seul but pour l'équipe d'Angleterre à la 86e minute d'un match contre le Luxembourg le 21 mai 1927 que les Anglais remportent 5-2.
Il va ensuite jouer pour Chelsea en juin 1928 pour 4 500£ et joue plus de 100 matchs avec le club avant de se retirer en mai 1933.